# Agrostis dura
Agrostis dura é uma espécie de gramínea do gênero Agrostis, pertencente à família Poaceae.